# サンレモ音楽祭
サンレモ音楽祭（イタリア語: Festival di Sanremo）、正式にイタリア歌謡祭（イタリア語: Festival della canzone italiana）は、イタリア・リグーリア州のサンレーモで開催されているポピュラー音楽の音楽祭。1951年より毎年開催されており、和訳では音楽祭とされているが「歌」に焦点が当てられている。

サンレモ音楽祭は1955年よりRAI Uno（イタリア放送協会の総合チャンネル）でイタリア全土に生中継されている。

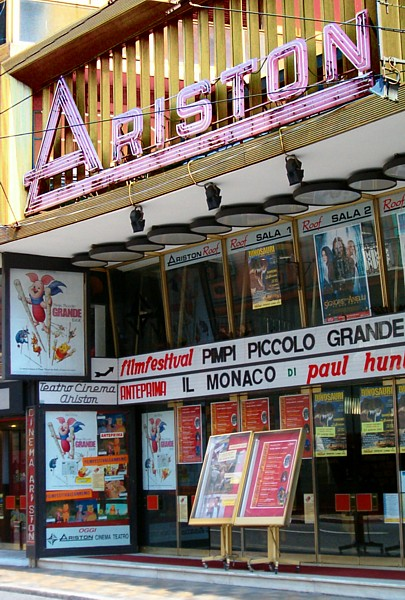
会場のアリストン劇場

最初は小規模な音楽祭に過ぎず、第1回（1951年）の出場歌手はわずか3組、応募した20曲を繰り回して歌っていた。その後、規模も順次拡大し、1953年から参加曲を2組のアーティストが歌う方式となった。1958年の優勝曲「Nel blu dipinto blu（ヴォラーレ）」が、アメリカでミリオン・セラーを記録し、第1回グラミー賞を受賞したことによって、サンレモ音楽祭は一躍世界的に認められ、その後も「Piove（チャオ・チャオ・バンビーナ）」「Al di la（アル・ディ・ラ）」をはじめ、多くの曲を生んでいる。1960年代に入ってもジリオラ・チンクェッティ、ボビー・ソロ、ウィルマ・ゴイクなどのスターを輩出し、コニー・フランシス、ポール・アンカ、ディオンヌ・ワーウィック、ヤードバーズなどの外国アーチストも出場。日本からも新宿音楽祭金賞歌手が本番組に派遣されたこともあり、また伊東ゆかりや岸洋子が参加し、カンツォーネ・ブームがおこるなど、サンレモ音楽祭は最盛期を迎えたが、1960年代末からはイタリア経済の衰退もあって、段々と楽曲のレベルが低下し、規模の縮小を余儀なくされた。それでも1980年代以降は回復傾向が見られ、新人賞の創設などの新機軸も取り入れられて、往時には及ばないまでも、高いレベルの音楽祭であり続けている。
なお、1956年～1969年（1967年～1969年はアーティストのみ）、2011年～2013年、2015年以降のサンレモ音楽祭はイタリアのユーロビジョン・ソング・コンテストの予選大会でもある。
2024年12月、リグーリアの地裁はサンレモ市がサンレモ音楽祭の主催をRAIに直接委託することが違法であるという判決を下した。

## 主な受賞者
毎年、大賞、新人賞が選ばれることになっている。
- 1951年 大賞：ニラ・ピッツィ（Nilla Pizzi） -「Grazie dei fior」（日本語題：花をありがとう）
- 1952年 大賞：ニラ・ピッツィ -「Vola colomba」（日本語題：飛べよ小鳩）
- 1953年 大賞：カルラ・ボーニ（Carla Boni）とフロ・サンダンス（Flo Sandon's） -「Viale d'autunno」（日本語題：秋の並木路）
- 1954年 大賞：ジョルジョ・コンソリーニ（Giorgio Consolini）とジーノ・ラティルラ（Gino Latilla） -「Tutte le mamme」（日本語題：美しきママ）
- 1955年 大賞：クラウディオ・ビルラ（Claudio Villa）とトゥリオ・パーネ（Tullio Pane） -「Buongiorno tristezza」（日本語題：悲しみよ今日は）
- 1956年 大賞：フランカ・ライモンディ（Franca Raimondi） -「Aprite le finestre」（日本語題：窓を開けて）
- 1957年 大賞：クラウディオ・ビルラとヌンツィオ・ガロ（Nunzio Gallo） -「Corde della mia chitarra」（日本語題：ギターの弦）
- 1958年 大賞：ドメニコ・モドゥーニョ（Domenico Modugno）とジョニー・ドレルリ（Johnny Dorelli） -「Nel blu dipinto di blu」（"Volare"、日本語題：ボラーレ）
- 1959年 大賞：ドメニコ・モドゥーニョとジョニー・ドレルリ -「Piove」（"Ciao ciao bambina"、日本語題：チャオ・チャオ・バンビーナ）
- 1960年 大賞：トニー・ダララ（Tony Dallara）とレナート・ラシェル（Renato Rascel） -「Romantica」
- 1961年 大賞：ベティ・クルティス（Betty Curtis）とルチアーノ・タヨーリ（Luciano Tajoli）  -「Al di là（イタリア語版、英語版）」
- 1962年 大賞：クラウディオ・ビルラとドメニコ・モドゥーニョ -「Addio addio」
- 1963年 大賞：エミリオ・ペリコーリ（Emilio Pericoli）とトニー・レニス（Tony Renis） -「Uno per tutte」（日本語題：ぼくの選ぶ人）
- 1964年 大賞：ジリオラ・チンクェッティ（Gigliola Cinquetti）とパトリチア・カルリ（Patricia Carli） -「Non ho l'età」（日本語題：夢みる想い）
- 1965年 大賞：ボビー・ソロ（Bobby Solo）とザ・ニュー・クリスティー・ミンストレルズ（The New Christy Minstrels） -「Se piangi, se ridi」（日本語題：君に涙とほほえみを）
- 1966年 大賞：ジリオラ・チンクエッティとドメニコ・モドゥーニョ -「Dio, come ti amo」（日本語題：愛は限りなく）
- 1967年 大賞：クラウディオ・ビルラとイーヴァ・ザニッキ（Iva Zanicchi） -「Non pensare a me」（日本語題：愛のわかれ）
- 1968年 大賞：セルジオ・エンドリゴ（Sergio Endrigo）とロベルト・カルロス（Roberto Carlos） -「Canzone per te」（日本語題：君を歌う）
- 1969年 大賞：ボビー・ソロとイーヴァ・ザニッキ -「Zingara」（日本語題：涙のさだめ）
- 1970年 大賞：アドリアーノ・チェレンターノ（Adriano Celentano）とクラウディア・モーリ（Claudia Mori） -「Chi non lavora non fa l'amore」（日本語題：働かない者は恋をするな）
- 1971年 大賞：ナーダ（Nada）とニコラ・ディ・バリ（Nicola Di Bari） - 「Il cuore è uno zingaro」（日本語題：恋のジプシー）
- 1972年 大賞：ニコラ・ディ・バリ - 「I giorni dell'arcobaleno」（日本語題：虹の日々）
- 1973年 大賞：ペピーノ・ディ・カプリ（Peppino Di Capri） - 「Un grande amore e niente più」（日本語題：失われた愛を求めて）
- 1974年 大賞：イーヴァ・ザニッキ - 「Ciao cara, come stai?」（日本語題：さよならも言わずに）
- 1975年 大賞：ジルダ（Gilda） - 「Ragazza del sud」（日本語題：南部の少女）
- 1976年 大賞：ペピーノ・ディ・カプリ - 「Non lo faccio più」（日本語題：ふたりだけの秘密）
- 1977年 大賞：ホモ・サピエンス（Homo Sapiens） - 「Bella da morire」（日本語題：涙の日曜日）
- 1978年 大賞：マティア・バザール（Matia Bazar） - 「E dirsi ciao!」（日本語題：チャオとひとこと）
- 1979年 大賞：ミノ・ヴェルニャーギ（Mino Vergnaghi） - 「Amare」
- 1980年 大賞：トト・クトゥーニョ（Toto Cutugno） - 「Solo noi」（日本語題：ただ私たちだけに）
- 1981年 大賞：アリーチェ（Alice） - 「Per Elisa」（日本語題：エリーザのために）
- 1982年 大賞：リッカルド・フォッリ（Riccardo Fogli） - 「Storie di tutti i giorni」（日本語題：過ぎ行く日々の物語）
- 1983年 大賞：ティツィアーナ・リヴァーレ（Tiziana Rivale） - 「Sarà quel che sarà」
- 1984年 大賞：アル・バーノ（Al Bano）とロミナ・パワー（Romina Power） - 「Ci sarà」（日本語題：愛の架け橋）
  - 新人賞：エロス・ラマゾッティ（Eros Ramazzotti） - 「Terra promessa」
- 1985年 大賞：リッキ・エ・ポーヴェリ（Ricchi e Poveri） - 「Se m'innamoro」（日本語題：恋に落ちて）
- 1986年 大賞：エロス・ラマゾッティ - 「Adesso tu」
- 1987年 大賞：ジャンニ・モランディ（Gianni Morandi）、エンリコ・ルッジェリ（Enrico Ruggeri）、ウンベルト・トッツィ（Umberto Tozzi）  - 「Si può dare di più」（日本語題：もっともっと）
- 1988年 大賞：マッシモ・ラニエリ（Massimo Ranieri） - 「Perdere l'amore」（日本語題：恋は消え失せて）
- 1989年 大賞：アンナ・オクサ（Anna Oxa）とファウスト・レアーリ（Fausto Leali） - 「Ti lascerò」
- 1990年 大賞：イ・プー（I Pooh）とディー・ディー・ブリッジウォーター（Dee Dee Bridgewater） - 「Uomini soli」（日本語題：孤独な人々）
- 1991年 大賞：リッカルド・コッチャンテ（Ricardo Cocciante） - 「Se stiamo insieme」
- 1992年 大賞：ルカ・バルバロッサ（Luca Barbarossa） - 「Portami a ballare」
- 1993年 大賞：エンリコ・ルッジェリ - 「Mistero」 
  - 新人賞：ラウラ・パウジーニ（Laura Pausini） - 「La solitudine」（日本語題：孤独を抱きしめて）
- 1994年 大賞：アレアンドロ・バルディ（Aleandro Baldi） - 「Passerà」
  - 新人賞：アンドレア・ボチェッリ（Andrea Bocelli） - 「Il mare calmo della sera」
- 1995年 大賞：ジョルジャ（Giorgia） - 「Come saprei」（日本語題：どうしたらいいの）
- 1996年 大賞：ロン（Ron）とトスカ（Tosca） - 「Vorrei incontrarti fra cent'anni」
- 1997年 大賞：ジャリーゼ（Jalisse） - 「Fiumi di parole」
  - 新人賞：パオラ&キアラ（Paola & Chiara） - 「Amici come prima」
- 1998年 大賞：アンナリーザ・ミネッティ（Annalisa Minetti） - 「Senza te o con te」
- 1999年 大賞：アンナ・オクサ - 「Senza pietà」
  - 新人部門第2位：フィリッパ・ジョルダーノ（Filippa Giordano）
- 2000年 大賞：アヴィオン・トラヴェル（Avion Travel） - 「Sentimento」
- 2001年 大賞：エリサ（Elisa） - 「Luce（Tramonti a nord est）」
- 2002年 大賞：マティア・バザール - 「Messaggio d'amore」
  - 新人賞：アンナ・タタンジェロ（Anna Tatangelo） - 「Doppiamente fragili」
- 2003年 大賞：アレクシア（Alexia） - 「Per dire di no」
- 2004年 大賞：マルコ・マジーニ（Marco Masini） - 「L'uomo volante」
- 2005年 大賞：フランチェスコ・レンガ（Francesco Renga） - 「Angelo」
- 2006年 大賞：ポヴィア（Povia） - 「Vorrei avere il becco」
- 2007年 大賞：シモーネ・クリスティッキ（Simone Cristicchi） - 「Ti regalerò una rosa」
- 2008年 大賞：ジョー・ディ・トンノ（Giò Di Tonno）とローラ・ポンス（Lola Ponce） - 「Colpo di fulmine」
- 2009年 大賞：マルコ・カルタ（Marco Carta） - 「La forza mia」
- 2010年 大賞：ヴァレリオ・スカーヌ（Valerio Scanu） - 「Per tutte le volte che」
- 2011年 大賞：ロベルト・ヴェッキオーニ（Roberto Vecchioni） - 「Chiamami ancora amore」
- 2012年 大賞：エンマ・マッローネ（Emma Marrone） - 「Non è l'inferno」
- 2013年 大賞：マルコ・メンゴーニ（Marco Mengoni） - 「L'essenziale」
- 2014年 大賞：アリーザ（Arisa）「Controvento」
- 2015年 大賞：イル・ヴォーロ（Il Volo）-「Grande Amore」
- 2016年 大賞：スタディオ（Stadio）-「Un giorno mi darai」
- 2017年 大賞：フランチェスコ・ガッバーニ（Francesco Gabbani）-「Occidentali's karma」
- 2018年 大賞：エルマル・メタ（Ermal Meta）とファブリツィオ・モーロ（Fabrizio Moro）-「Non mi avete fatto niente」
- 2019年 大賞：マームッド（Mahmood）-「Soldi」
- 2020年 大賞：ディオダート（Diodato）-「Fai rumore」
- 2021年 大賞：マネスキン（Måneskin）-「Zitti e buoni」
- 2022年 大賞：マームッド&ブランコ -「Brividi」
- 2023年 大賞：マルコ・メンゴーニ（Marco Mengoni）-「Due vite」
- 2024年 大賞：アンジェリーナ・マンゴー『La noia』
- 2025年 大賞：オリー『Balorda nostalgia』